# Semisi Fakahau
Semisi Tauelangi Fakahau, né le 11 février 1948 et mort le 26 octobre 2022, est un homme politique tongien.

## Biographie
Après son enseignement secondaire aux Tonga, il suit une formation en agriculture tropicale au Collège agricole de Vudal en Nouvelle-Bretagne en Papouasie-Nouvelle-Guinée, puis obtient en 1974 une licence Bachelor of Science de l'université polytechnique de Plymouth au Royaume-Uni. Il est employé dans l'administration publique au ministère de l'Agriculture tongien, et y devient responsable administratif du département des Pêcheries de 1982 à 1990,.
De 1990 à 2007 il est conseiller agricole au Secrétariat (en) du Commonwealth des Nations, à Londres. De 2008 à 2014 il est consultant indépendant en matière de politique de gestion des pêcheries auprès de plusieurs gouvernements océaniens,.
Élu député de la circonscription de Tongatapu 8 au Parlement des Tonga aux élections de 2014 avec l'étiquette du Parti démocrate, il est nommé ministre de l'Agriculture dans le gouvernement d'ʻAkilisi Pohiva, et conserve ce ministère après les élections de 2017. Après la mort du Premier ministre Pohiva, le gouvernement perd la confiance du Parlement en septembre 2019 et doit démissionner. Semisi Fakahau siège alors deux ans sur les bancs de l'opposition parlementaire, jusqu'à la formation en décembre 2021 du gouvernement de Siaosi Sovaleni après les élections de 2021 : Il y est nommé ministre des Pêcheries. Il meurt dans l'exercice de ses fonctions en octobre 2022, à l'âge de 74 ans.